# Themiste minor
Themiste minor är en stjärnmaskart som först beskrevs av Ikeda 1904.  Themiste minor ingår i släktet Themiste och familjen Themistidae.

## Underarter
Arten delas in i följande underarter:
- T. m. minor
- T. m. huttoni